# Peter Magnusson
Peter Magnusson (16 luglio 1984) è un ex calciatore svedese, di ruolo difensore.

## Carriera

### Club
Magnusson cominciò la carriera con la maglia dell'Hammarby Talang, formazione di sviluppo dell'Hammarby. Passò poi al Vasalund, prima di trasferirsi al Djurgården. Qui poté esordire nella Allsvenskan in data 6 luglio 2008: subentrò a Mikael Dahlberg nel pareggio per 1-1 sul campo del Trelleborg. Emigrò poi in Finlandia, dove vestì la maglia dell'HJK prima e del Klubi-04 poi (formazione riserve dell'HJK). Nel 2011 fu ingaggiato dai norvegesi del Sandefjord, per cui debuttò in Adeccoligaen il 25 aprile, sostituendo Kristian Brix nella sconfitta per 4-2 in casa del Mjøndalen. Il 16 maggio arrivò la sua prima rete, in un'altra sconfitta per 4-2, stavolta contro il Nybergsund-Trysil. Il 7 agosto 2012, fu reso noto il suo trasferimento al Brage dove rimase per tre campionati e mezzo tra Superettan e Division 1. Dal 2016 è tornato al Vasalund, una delle squadre in cui aveva già militato, restandovi per un ultimo biennio.